# انسون (مین)
انسون(به انگلیسی: Anson) شهری در ایالت مین کشور ایالات متحده آمریکا است که جمعیت آن در سرشماری سال ۲۰۱۰ میلادی، ۷۵۲ نفر بوده‌است.